# ラン・ラン

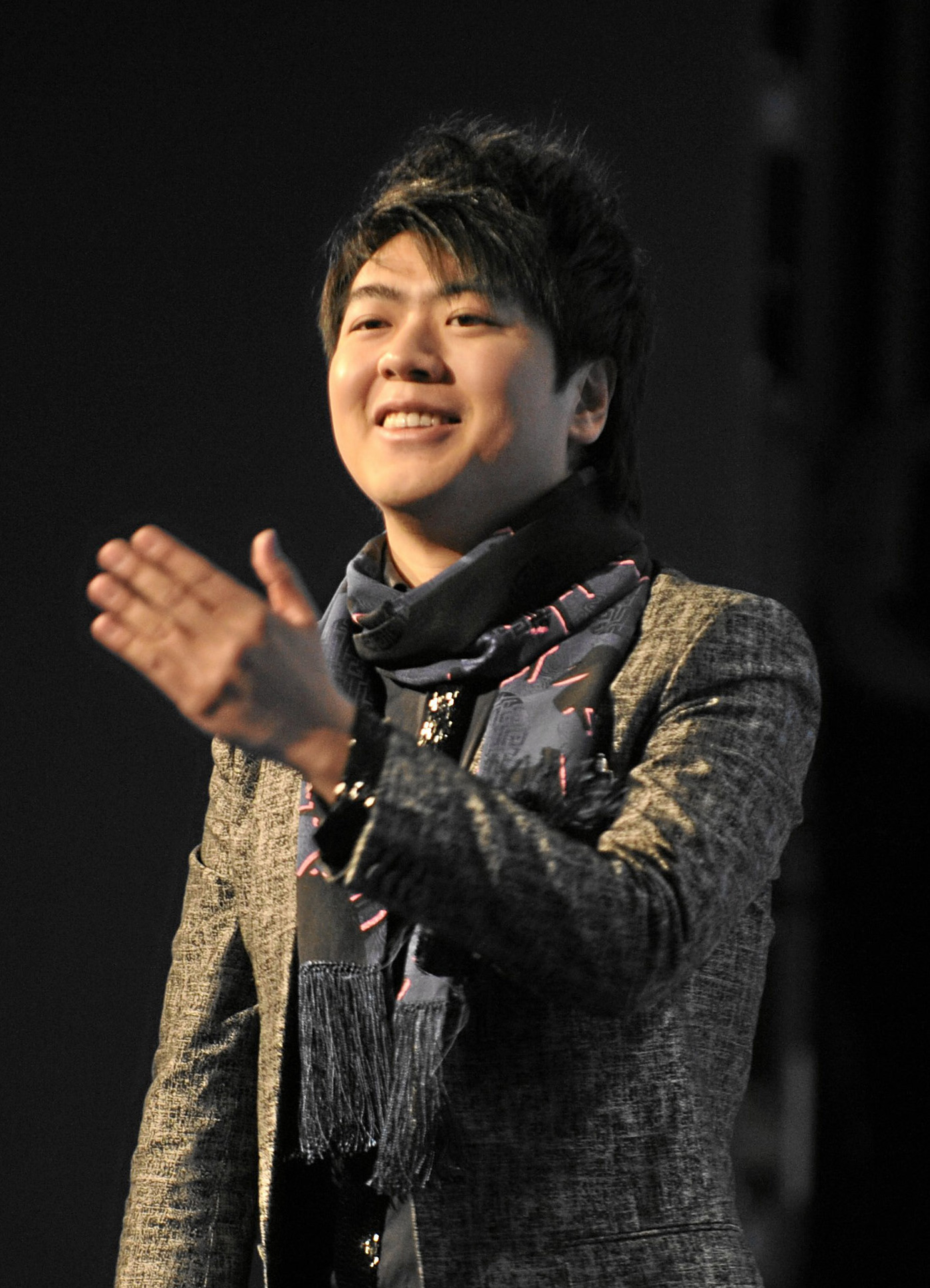
2010年の世界経済フォーラムにて

ラン・ラン（中国語: 郎 朗、Lang Lang, 1982年6月14日 - ）は、中華人民共和国・遼寧省瀋陽市出身のピアニスト。満洲民族。

## 概要
得意とするレパートリーは、ピョートル・チャイコフスキーやフレデリック・ショパンのほかに、セルゲイ・ラフマニノフがあり、生演奏ではアンコールに中国民謡を好んで弾いている。
欧米のオーケストラとの共演が多く、これまでに、ボストン交響楽団、ニューヨーク・フィルハーモニー管弦楽団、クリーヴランド管弦楽団、デトロイト交響楽団、ロサンジェルス・フィルハーモニー管弦楽団、サンフランシスコ交響楽団、ロンドン・フィルハーモニー管弦楽団、パリ管弦楽団、香港フィルハーモニー管弦楽団、シドニー交響楽団、イスラエル・フィルハーモニー管弦楽団、サンクトペテルブルク・フィルハーモニー管弦楽団、ウィーン・フィルハーモニー管弦楽団など、世界の主要なオーケストラと共演を続けている。
これまで共演してきた指揮者は、ダニエル・バレンボイム、シャルル・デュトワ、クリストフ・エッシェンバッハ、ヴァレリー・ゲルギエフ、マリス・ヤンソンス、ジェームズ・レヴァイン、ロリン・マゼール、ズービン・メータ、サイモン・ラトル、ヴォルフガング・サヴァリッシュ、ユーリ・テミルカーノフ、マイケル・ティルソン・トーマス、フランツ・ウェルザー＝メスト、小澤征爾など。
映画『のだめカンタービレ最終楽章』に主演した、野田恵役の上野樹里のピアノ演奏は、すべて彼による吹き替えである。
世界的かつ、母国を代表するピアニストで、自叙伝は中国全土でベストセラーを記録している。また、ユニセフ親善大使にも任命されている。
近年は、ダニエル・バレンボイムに本格的に師事していて、アルトゥール・ルービンシュタインがバレンボイムに伝授したルバート奏法などを教わっている。

## 経歴
父親の郎国任は満族出身。中国空軍瀋陽部隊歌舞団の二胡奏者で、子供たち全員に楽器を習わせた。郎朗も3歳の時より瀋陽音楽学院の朱雅芬教授からピアノの指導を受けていて、5歳で瀋陽ピアノ・コンクールに優勝して最初のリサイタルを開く。
北京の中央音楽学院に9歳で入学し、12歳で、ドイツで開かれた第4回エトリンゲン青少年ピアノ・コンクールで最優秀賞および技能賞を獲得。1995年、13歳のときに北京でショパンの練習曲の全曲演奏を行う。同年、仙台市で開催された第2回若い音楽家のためのチャイコフスキー国際コンクールに出場してショパンの《ピアノ協奏曲 第2番》を演奏した。彼の伝記によれば第2番だが、CDのライナーノーツにある彼のインタビューによれば第1番を演奏したとのことである。そして優勝し、その模様は当時NHKよりテレビ放映された。同コンクールの2位は、後にモスクワのチャイコフスキー国際コンクールで優勝した上原彩子であった。14歳になると、江沢民国家主席も列席した、中国国立交響楽団の処女演奏会に出演。翌1997年に渡米し、フィラデルフィアのカーティス音楽院でゲイリー・グラフマンに師事した。このことから、ヨゼフ・ホフマンとホロヴィッツの孫弟子にあたる。
1999年、17歳のときに突破口が訪れる。ラヴィニア音楽祭のガラ・コンサートで、急病のアンドレ・ワッツの代理として、チャイコフスキーの《ピアノ協奏曲 第1番》を、クリストフ・エッシェンバッハ指揮するシカゴ交響楽団と共演。これがシカゴ・トリビューン紙によって、将来の嘱望される何年かに一人の逸材と評価された。2001年、ユーリ・テミルカーノフとの共演によるカーネギー・ホールのデビュー演奏会でチケットは売り切れとなった。同年、フィラデルフィア管弦楽団と北京に演奏旅行を行い、BBCプロムスへのデビューは絶賛され、タイムズ紙上で「ロイヤル・アルバート・ホールのチケットは売り切れとなり、ランランは聴衆を席巻した」と報じられた。2003年にプロムスの初日に再出演し、レナード・スラットキンと共演した。
2002年夏に、シュレースヴィヒ＝ホルシュタイン音楽祭におけるレナード・バーンスタイン賞の最初の受賞者となった。2004年に、サイモン・ラトルの指揮するベルリン・フィルハーモニー管弦楽団と共演し、2万3千人の聴衆を集め、この演奏風景は国際的にテレビ放映された。

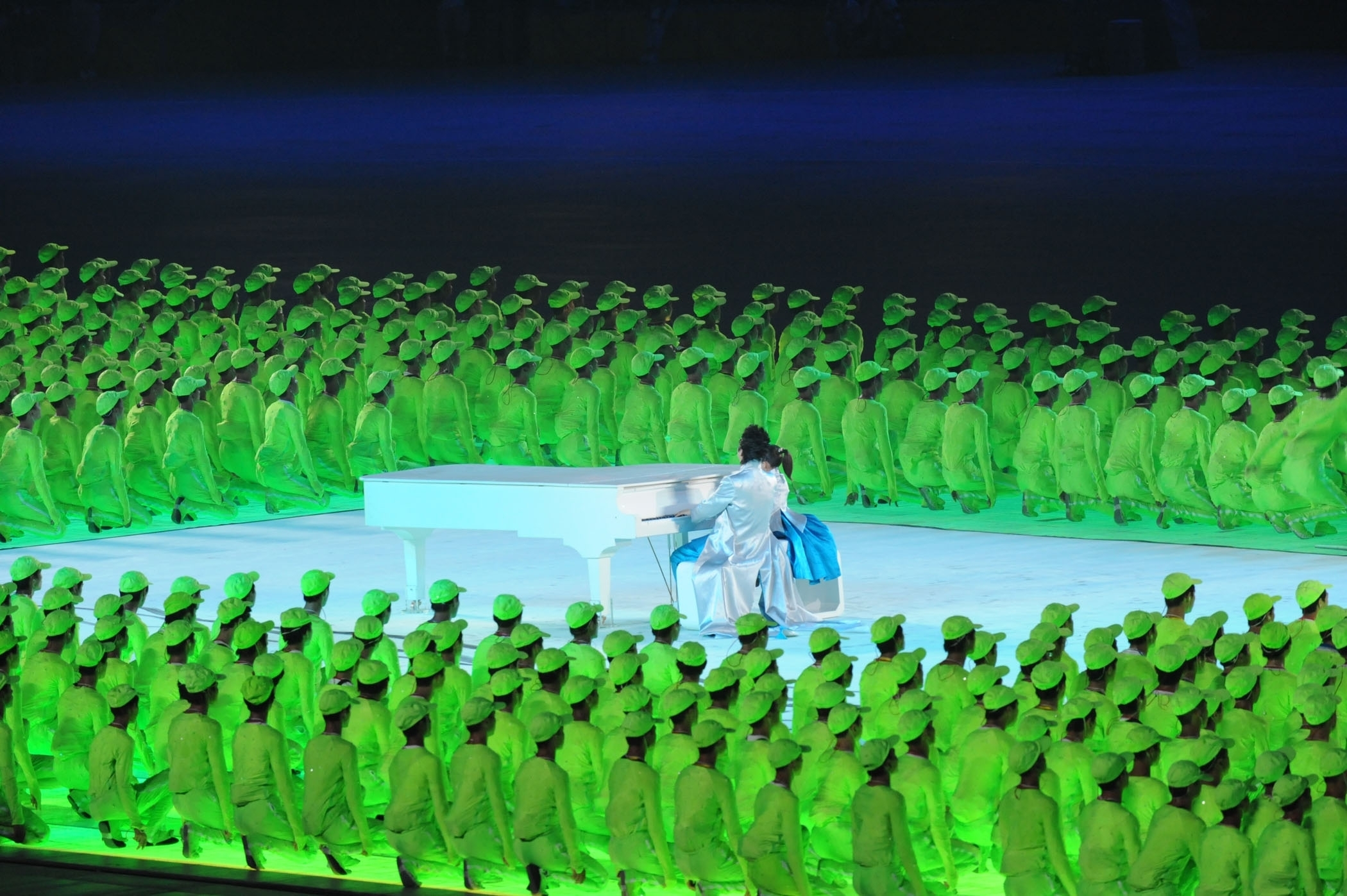
2008年北京五輪開会式での演奏

2008年8月8日、北京オリンピックの開会式において、中国の作曲家、葉小綱（中国語: 葉小綱）の協奏曲を演奏した。2010年より、ベルリンフィルのレジデンスピアニストとしての出演が決定している。
テラーク・レーベル、ドイツ・グラモフォンを経て、2010年よりソニー・ミュージック・エンタテインメントと専属契約し、2010年8月に「ラン・ラン　ライヴ・イン・ウィーン」を移籍後第一弾としてCDリリース。続いて、10月に発売されたBlu-ray Disc版には、クラシック・アーティスト初となる3D映像がボーナスコンテンツとして収録されている。また、グランツーリスモ5のオープニングの前半の演奏も担当している。
2014年のグラミー賞授賞式に於いて、メタリカの楽曲「ワン」を本人達とセッションした。
2017年2月、7年ぶりにドイツ・グラモフォン（ユニバーサル ミュージック）と契約。移籍第1作は『ピアノ・ブック』というタイトルで子どもに人気のピアノ曲を収めたアルバムになる予定。
私生活では2019年6月に母方が韓国系のドイツ出身のピアニスト、ジーナ・アリスとの結婚を公表している。
2020年に、「天猫双11狂歓夜」のライブでジーナと「世界上唯一的花」を演奏した。